# Egipčansko-hetitski mirovni sporazum
Egipčansko-hetitski mirovni sporazum, znan tudi kot Večni sporazum, Srebrni sporazum in Kadeški sporazum,  je mirovni sporazum, ki sta ga šestnajst let po slavni bitki pri Kadešu okoli leta 1259 pr. n. št. sklenila Stari Egipt in Hetitsko kraljestvo.
Je edini afriški mirovni sporazum, ki ima ohranjeni različici obeh pogodbenih strani. Obe različici sta bili predmet obsežnih študij. Sporazum  ni prinesel miru, saj so sovražnosti med Egiptom ih Hetiti  trajale še dolgo let po podpisu, dokler ni bil sklenjen sporazum o zavezništvu.
Prevod besedil je pokazal, da je bil izvirnik napisan na obeh straneh srebrnih tablic, ki so se izgubile.
Egipčanska različica sporazuma je bila vklesana v hieroglifih na zidove dveh templjev faraona Ramzesa II. v Tebah: v Ramesseumu in templju Amon-Raja v Karnaku..  Pisarji, ki so sestavljali egipčansko različico sporazuma, so dodali opis podob in pečatov na hetitski različici sporazuma.
Hetitsko različico so odkrili v obsežnih arhivih kraljeve palače v hetitski prestolnici Hatuša v sedanji Turčiji. Zapisana je na žganih glinastih tablicah. Dve hetitski tablico sta na ogled v Istanbulskih arheoloških muzejih. Tretja je razstavljena v Berlinskh državnih muzejih v Nemčiji. Kopija pogodb je razstavljena v Sedežu OZN v New Yorku.

## Ozadje
Sporazum je bil podpisan po več kot dvesto let dolgi vojni med  Egipčani in Hetiti za oblast v vzhodnem Sredozemlju. Konflikt je dosegel višek z egipčanskim vojnim pohodom leta 1274 pr. n. št., ki so ga Hetiti ustavili pri Kadešu na reki Oront v sedanji Siriji. Bitka pri Kadešu je na obeh straneh zahtevala veliko žrtev, vendar se je končala brez zmagovalca. Konflikt se je nadaljeval še več kot petnajst let in  se končal s sklenitvijo mirovnega sporazuma, ki se po bitki pogosto  omenja kot Kadeški sporazum, čeprav Kadeš v njem sploh ni omenjen. Sporazum je bil sklenjen preko posrednikov ne da bi se monarha sploh kdaj videla. Sklenjen zaradi interesov obeh podpisnic: Egipčane so vedno bolj ogrožala Ljudstva z morja, Hetite pa je skrbela naraščajoča moč njihove vzhodne sosede Asirije. Sporazum je bil ratificiran v 21. letu vladanja Ramzesa II. (1258 pr. n. št.) in veljal do propada Hetitskega kraljestva 80 let kasneje.

### Odnosi Egipčanov in Hetitov pred Ramzesom II.
Napetosti med Egipčani in Hetiti so se uradno začele po hetitskem prevzemu oblasti v kraljestvu Mitani v centralni Siriji in se nadaljevale do sklenitve sporazuma skoraj sto let kasneje. Hetiti so med prodorom v Sirijo začeli izvajati svojo oblast tudi v dveh egipčanskih vazalnih kraljestvih: Kadešu in Amurruju.  Egipčanski faraoni niso tega nikoli pozabili. Njihovi kasnejši vojni pohodi so dokazovali, da se z izgubo niso nikoli sprijaznili. Egipčanski poskusi ponovne osvojitve izgubljenih ozemelj so med Ehnatonovim vladanjem povsem prenehali. Ponoven zagon so dobili med vladanjem Setija I., očeta Ramzesa II. Setijev pohod proti Hetitom je dosegel nekaj kratkotrajnih uspehov in bil prvi v nizu konfliktov, ki so se dogajali naslednjih dvajset let.

### Bitka pri Kadešu
Potek bitke je znan predvsem iz egipčanskih virov: Pesnitve, Poročila in poslikanih reliefov. Znanstveniki so pri preučevanju virov ugotovili,  da so v opisih bitke velika razhajanja: ker je imel Ramzes II. popoln nadzor nad gradbenimi projekti, je napise na njih uporabil za lastno promocijo. Bitka pri Kadešu ni bila nobena izjema in se je seveda  končala z njegovo prepričljivo zmago.
Glavni namen Ramzesovega pohoda v Sirijo je bil uničenje Hetitov in vzpostavitev stanja, kakršno je bilo pod Tutmozom III. Hetitski kralj Muvatali II. je proti Egipčanom zbral veliko vojsko, v kateri so bili tudi njegovi zavezniki. Ramzes II. se je pred bitko zanesel na podatek dveh ujetnikov, da je hetitska vojska še zelo daleč, in se z divizijo Amon utaboril pred Kadešem. Hetitska vojska, skrita za Kadešem, je napadla nepripravljeno egipčansko divizijo in jo razbila. Ramzes je poskušal zbrati razsuto vojsko in se upreti napadu hetitskih bojnih voz, vendar mu je to uspelo šele s pomočjo okrepitev iz Amurruja.
Egipčanom je torej uspelo preživeti hetitski napad, bitka pa se je končala brez zmagovalca in ne z bleščečo zmago,  kakršno sta prikazovali obe strani. Obe strani sta utrpeli velike izgube. Ramzes se je po neuspelem poskusu, da bi osvojil nekaj ozemlja, vrnil v Egipt. Četudi je tehnično v bitki zmagal, je nazadnje izgubil vojno. Muvatali II. in njegova vojska sta ponovno osvojila Amurru in pomaknila tamponsko mejo med kraljestvoma še bolj proti jugu.

### Kasnejši pohodi v Sirijo
Ramzez II. je kljub temu, da je v bitki pri Kadešu utrpel velike izgube, v osmem letu vladanja sprožil nov pohod, ki se je izkazal za zelo uspešnega. Namesto da bi napadel močno utrjeni Kadeš ali šel skozi Amurru, je Ramzes  zavzel mesto Dapur v upanju, da ga bo uporabil kot mostišče za prihodnje pohode. Po uspešni osvojitvi Dapurja se je njegova vojska vrnila v Egipt, nedavno osvojeno ozemlje pa je spet prišlo pod hetitsko oblast. V desetem letu vladanja je sprožil še en pohod proti hetitskim posestim v Siriji in osvojil nekaj ozemlja, ki se je po njegovi vrnitvi vrnilo v hetitske roke. Faraon je končno priznal, da je vzdrževanje oblasti v Siriji nemogoče, in napade nanjo ustavil.
Za to obdobje odnosov med Hetiti in Egipčani je značilno, da je bila bitka pri Kadešu kljub sovražnosti med obema narodoma in vojaškim pohodom v Sirijo zadnji neposredni uradni vojaški spopad med Hetiti in Egipčani. V nekaterih pogledih imajo zgodovinarji to obdobje za nekakšno  "hladno vojno" med kraljestvoma.

## Besedila

### Egipčanska
Arheologi so odkrili dva egipčanska izvirnika mirovnega sporazuma: prvega s 30 vrsticami besedila v templju v Karnaku in drugega z 10 vrsticami besedila v Ramesseumu. Jean-François Champollion je leta 1828 prepisal del besedila, ki so ga po njegovi smrti objavili leta 1844. Egipčansko besedilo je opisovalo veliko bitko proti "velikemu kralju Hatija", katerega ime takrat ni bilo znano. Kasnejša arheološka odkritja so dokazala, da je to bil Muvatali II.

### Hetitska
V letih 1906-1908 sta v hetitski prestolnici Hatuši (zdaj Boğazköy, Turčija) izkopavala nemški arheolog Hugo Winckler in Theodore Makridi, drugi direktor Istanbulskega arheološkega muzeja. Odkrila sta ostanke kraljevih arhivov, v katerih je bilo 10.000 s klinopisom popisanih glinastih tablic, na katerih so bile dokumentirane številne hetitske diplomatske dejavnosti. Med njimi so bile tudi tri tablice s prepisom mirovnega sporazuma v akadskem jeziku, ki je bil lingua franca tistega časa. Winckler je takoj prepoznal pomembnost odkritja.
Leta 1921 je Daniel David Luckenbill spoznal, da je besedilo očitno hetitska različica opisa slavne bitke pri Kadešu, opisane po naročilu Ramzesa II. v prozi in verzih v egipčanskih hieroglifih.

## Vsebina
Mirovni sporazum Ramzesa II. in Hatušilija III. je eden od najpomembnejših uradnih mednarodnih sporazumov med dvema velikima silama Bližnjega vzhoda, ker je natančno znana njegova vsebina. Razdeljen je na člene. V prvem členu si po vljudnostnem uvodu obe strani obljubljata mir in zavezništvo in vzajemno zagotavljata, da se ne bosta napadli. Pri postavljanju meja na spornih sirskih ozemljih bosta delovali usklajeno. Dragi pohodi v Sirijo bodo zaradi uradne prekinitve sovražnosti ustavljeni. 
V drugem členu si podpisnici zagotavljata vzajemno podporo pri napadu tretje strani in notranjih uporih in nemirih. Druge določbe so povezane s Hatušiljevimi cilji, da bi vzpostavil in utrdil legitimnost svoje vladavine in nasledstva. V tem smislu je zahteval obojestransko izročitev političnih ubežnikov. Ramzes II. se je z njegovo zahtevo strinjal, ker je bil tudi sam zainteresiran za stabilno Hetitsko kraljestvo. Sledijo podrobnosti o ekstradikcijskem postopku in pozivanje bogov, naj bodo priče podpisa sporazuma. Vključevanje bogov je bila običajna praksa pri podpisovanju pogodb, ker so dajali garancije, da se bo dogovorjeno zares spoštovalo.
Sporazum je edini mednarodni sporazum z antičnega Bližnjega vzhoda, ohranjen v obeh različicah, ki omogočata neposredne primerjave. Strukturi in vsebini sporazumov sta skoraj v celoti simetrični. Uvod v hetitsko različico je precej izmikajoč, uvod v egipčansko pa zelo neposreden: vzrok za podpis sporazuma je bila vojna med kraljestvoma.
Sporazum razglaša, da bodo odnosi med državama v prihodnosti  miroljubni, da bosta vračali v domovino politične begunce in kriminalce iin si pomagali pri zatiranju uporov.  
Besedilo se končuje s prisego pred "tisoč bogov in boginj" Egipta ih Hetitov, ki bodo  priče podpisa "z gora in rek Egipta, neba, zemlje, velikega morja, vetrov in oblakov". Če bi se sporazum prekršil ali prelomil, bodo kršitelju "uničili domove, zemljo in služabnike". Tiste, ki bodo sporazum spoštovali, bodo bogovi nagradili "z bogastvom in življenjem".

## Posledice
Ramzes II. se je po sklenitvi miru s Hetiti posvetil svojim gradbenim projektom, predvsem dokončanju v skalo vklesanih templev v Abu Simbelu. Po otoplitvi odnosov s Hetiti je v ta namen posvetil veliko sredstev, ki jih je prej namenjal vojski. V 34. letu vladanja se je poročil s hetitsko princeso Maathorneferure, hčerko Hatušillija III. Miroljubni odnosi med kraljestvoma so se nadaljevali do Ramzesove smrti.
Mirovni sporazum je veljal do propada Hetitskega kraljestva po napadu Asircev skoraj sto let kasneje.